# Aymen Mahious
Aymen Mahious est un footballeur algérien né le 15 septembre 1997 à Taher dans la wilaya de Jijel. Il évolue au poste d'avant centre à la JS Kabylie.

## Biographie

### USM Alger
Le 31 mai 2018, Mahious rejoint l'USM Alger pour trois saisons, en provenance du CA Batna, pour un montant de 3 000 000 DA. Il fait ses débuts sous ses nouvelles couleurs lors de la Coupe de la confédération, à l'occasion d'une victoire contre le club rwandais de Rayon Sports. Plus tard, lors de la Coupe arabe des clubs champions, Mahious inscrit le but gagnant contre le club irakien d'Al-Qowa Al-Jawiya, ce qui constitue son premier but avec le club. Le 14 août, il réalise ses débuts en Ligue 1 contre le DRB Tadjenanet, en débutant comme remplaçant. Il se met en évidence en délivrant une passe décisive en faveur de son coéquipier Zakaria Benchaâ, avec à la clé une victoire 3–1. Le 21 septembre, lors de son premier match en tant que titulaire, Mahious réussit à marquer son premier but en Ligue 1 contre l'AS Aïn M'lila, avec pour résultat une victoire 3-0.
Le 1er juillet 2019, Mahious retourne à l'USM Alger après six mois passés en prêt à l'AS Aïn M'lila. En raison de la crise financière, Mahious devient un joueur important de l'équipe. Le 25 août 2019, il marque son premier but en Ligue des champions de la CAF contre le club nigérien de l'AS Sonidep, avec une victoire à domicile 3-1. Il mène ensuite l'USM Alger à la victoire contre le club kenyan de Gor Mahia à l'extérieur, en marquant un doublé. Le 5 janvier 2020, lors de la Coupe d'Algérie, Mahious inscrit le premier triplé de sa carrière, contre l'USM Khenchela. Il délivre également une passe décisive en faveur de son coéquipier Billel Benhammouda, avec pour résultat une large victoire 6–1.

### JS Kabylie
Le 26 juillet 2025, Mahious signe avec la JS Kabylie un contrat de trois saisons.

### En équipe nationale
Le 26 mars 2019, Mahious marque ses premiers buts avec l'équipe nationale algérienne des moins de 23 ans, à l'occasion des éliminatoires de la Coupe d'Afrique des nations des moins de 23 ans 2019, contre la Guinée équatoriale, avec à la clé une victoire 3-1. Mais l'Algérie ne parvient à se qualifier pour la phase-finale, après une élimination contre le Ghana.
En 2019, Mahious se voit appelé pour la première fois en équipe d'Algérie A', lors des qualifications CHAN 2020 contre le Maroc. Il commence sur le banc puis remplace Mohamed Lamine Abid.
Le 13 janvier 2023, il marque son premier but sur penalty lors du match d'ouverture de la CHAN 2023 face à la Libye au stade Nelson-Mandela, à Alger. Il inscrit son deuxième but contre l'Éthiopie à la 52e minute avant de sortir sur blessure à la 70e minute. Lors du quart de finale contre la Côte d'Ivoire, il inscrit le seul but de la rencontre, un penalty à la 96e minute de jeu et envoie son équipe en demi-finale du tournoi.

## Statistiques

### En club
| Saison                | Club                  | Championnat           | Championnat | Championnat | Championnat | Coupe nationale | Coupe nationale | Coupe nationale | Coupe de la Ligue | Coupe de la Ligue | Coupe de la Ligue | Supercoupe | Supercoupe | Supercoupe | Compétition(s) continentale(s) | Compétition(s) continentale(s) | Compétition(s) continentale(s) | Compétition(s) continentale(s) | Total | Total | Total |
| Saison                | Club                  | Division              | M.          | B.          | P.d.        | M.              | B.              | P.d.            | M.                | B.                | P.d.              | M.         | B.         | P.d.       | Comp.                          | M.                             | B.                             | P.d.                           | M.    | B.    | P.d.  |
| 2017-2018             | CA Batna              | Ligue 2               | 26          | 10          | 0           | -               | -               | -               | -                 | -                 | -                 | -          | -          | -          | -                              | -                              | -                              | -                              | 26    | 10    | 0     |
| 2018-2019             | USM Alger             | Ligue 1               | 9           | 1           | 1           | -               | -               | -               | -                 | -                 | -                 | -          | -          | -          | CAF2                           | 4                              | 0                              | 0                              | 13    | 1     | 1     |
| 2019-2020             | USM Alger             | Ligue 1               | 20          | 4           | 2           | 2               | 3               | 0               | -                 | -                 | -                 | -          | -          | -          | CAF                            | 10                             | 5                              | 0                              | 32    | 12    | 2     |
| 2020-2021             | USM Alger             | Ligue 1               | 11          | 3           | 1           | -               | -               | -               | 1                 | 1                 | 0                 | -          | -          | -          | -                              | -                              | -                              | -                              | 12    | 4     | 1     |
| 2021-2022             | USM Alger             | Ligue 1               | 24          | 8           | 3           | -               | -               | -               | -                 | -                 | -                 | -          | -          | -          | -                              | -                              | -                              | -                              | 24    | 8     | 3     |
| 2022-2023             | USM Alger             | Ligue 1               | 17          | 6           | 0           | -               | -               | -               | -                 | -                 | -                 | -          | -          | -          | CAF2                           | 15                             | 4                              | 1                              | 32    | 10    | 1     |
| Sous-total            | Sous-total            | Sous-total            | 81          | 22          | 7           | 2               | 3               | 0               | 1                 | 1                 | 0                 | -          | -          | -          | -                              | 29                             | 9                              | 1                              | 113   | 35    | 8     |
| 2018-2019             | AS Aïn M'lila (prêt)  | Ligue 1               | 14          | 3           | 0           | -               | -               | -               | -                 | -                 | -                 | -          | -          | -          | -                              | -                              | -                              | -                              | 14    | 3     | 0     |
| 2023-2024             | Yverdon-Sport FC      | Super League          | 25          | 7           | 1           | 2               | 3               | 0               | -                 | -                 | -                 | -          | -          | -          | -                              | -                              | -                              | -                              | 27    | 10    | 1     |
| 2024-2025             | Yverdon-Sport FC      | Super League          | 2           | 0           | 0           | -               | -               | -               | -                 | -                 | -                 | -          | -          | -          | -                              | -                              | -                              | -                              | 2     | 0     | 0     |
| Sous-total            | Sous-total            | Sous-total            | 27          | 7           | 1           | 2               | 3               | 0               | -                 | -                 | -                 | -          | -          | -          | -                              | -                              | -                              | -                              | 29    | 10    | 1     |
| 2024-2025             | CR Belouizdad (prêt)  | Ligue 1               | 22          | 14          | 3           | 5               | 4               | 0               | -                 | -                 | -                 | 1          | 2          | 0          | CAF                            | 7                              | 4                              | 0                              | 35    | 24    | 3     |
| Total sur la carrière | Total sur la carrière | Total sur la carrière | 170         | 55          | 11          | 9               | 10              | 0               | 1                 | 1                 | 0                 | 1          | 2          | 0          | -                              | 36                             | 13                             | 1                              | 217   | 81    | 12    |

### En sélection nationale
| Saison                | Sélection             | Phases finales        | Phases finales | Phases finales | Phases finales | Éliminatoires CDM | Éliminatoires CDM | Éliminatoires CDM | Éliminatoires CAN | Éliminatoires CAN | Éliminatoires CAN | Matchs amicaux | Matchs amicaux | Matchs amicaux | Total | Total | Total |
| Saison                | Sélection             | Compétition           | M              | B              | Pd             | M                 | B                 | Pd                | M                 | B                 | Pd                | M              | B              | Pd             | M     | B     | Pd    |
| --------------------- | --------------------- | --------------------- | -------------- | -------------- | -------------- | ----------------- | ----------------- | ----------------- | ----------------- | ----------------- | ----------------- | -------------- | -------------- | -------------- | ----- | ----- | ----- |
| 2022-2023             | Algérie               | -                     | -              | -              | -              | -                 | -                 | -                 | 1                 | 0                 | 0                 | -              | -              | -              | 1     | 0     | 0     |
| 2023-2024             | Algérie               | -                     | -              | -              | -              | -                 | -                 | -                 | 1                 | 0                 | 0                 | 0              | 0              | 0              | 1     | 0     | 0     |
| Total sur la carrière | Total sur la carrière | Total sur la carrière | -              | -              | -              | -                 | -                 | -                 | 2                 | 0                 | 0                 | 0              | 0              | 0              | 2     | 0     | 0     |

### Matchs internationaux
Le tableau suivant liste les rencontres de l'équipe d'Algérie dans lesquelles Aymen Mahious a été sélectionné depuis le 18 juin 2023 jusqu'à présent.

## Palmarès
USM Alger
- Championnat d'Algérie (1) :
  - Champion : 2019.

- Coupe de la confédération (1) :
  - Vainqueur : 2023.

- Supercoupe d'Algérie :
  - Finaliste : 2019.

### Distinctions
Avec l’Algérie A’
- Membre de l'équipe type du Championnat d'Afrique des nations de football en 2022[15]
- Meilleur buteur du Championnat d'Afrique des nations 2022[16]